# Jean-Henri Mir
Pour les articles homonymes, voir Mir.
Jean-Henri Mir, né le 21 février 1945 à Saint-Lary, est un joueur de rugby à XV, qui a joué avec l'équipe de France en 1967 et 1968, évoluant au poste de demi de mêlée (1,72 m pour 72 kg). Il jouait avec le FC Lourdes.
Il est le cousin d'Isabelle Mir qui est médaillée olympique en ski. Jean-Pierre Mir (1947-2015) quant à lui, également cousin de Jean-Henri, est également joueur du FC Lourdes mais comme trois-quarts centre, fut aussi sélectionné une fois en équipe nationale (en 1967).

## Carrière sportive
Il a disputé son premier test match le 10 décembre 1967, contre l'équipe de Roumanie.
Son deuxième et dernier test match fut, dans le cadre du tournoi des cinq nations, contre l'équipe d'Irlande, le 27 janvier 1968.

## Carrière politique
Il est maire Divers droite de Saint-Lary-Soulan de 1991 à mars 2020.

## Palmarès
En sélection nationale
- Sélections en équipe nationale : 2
- Tournois des Cinq Nations disputé : 1968
- Grand Chelem en 1968

En club (avec le FC Lourdes)
- Championnat de France de première division :
  - Champion (1) : 1968
- Challenge Yves du Manoir :
  - Vainqueur (2) : 1966 et 1967